# Horismenus atroscapus
Horismenus atroscapus är en stekelart som först beskrevs av Girault 1917.  Horismenus atroscapus ingår i släktet Horismenus och familjen finglanssteklar. Inga underarter finns listade i Catalogue of Life.